# 49er (زورق)
إن طرازي 49er و 49er FX عبارة عن زورق إبحار عالي الأداء من نوع مركب شراعي ثنائي الملاحين. يعمل الطاقمان على أدوار مختلفة مع اتخاذ الدفة العديد من القرارات التكتيكية ، بالإضافة إلى التوجيه ، ويقوم الطاقم بمعظم عمليات التحكم في الشراع. تم تجهيز كل من الطاقم بأرجوحة خاصة بهما ويتم الإبحار أثناء الركوب فوق الماء إلى أقصى حد لتحقيق التوازن ضد الأشرعة.
تم تصميم 49er من قبل جوليان بيثويت (ابن فرانك بيثويت ) وتم تطويرها من قبل consortium consisting of Bethwaites و Performance Sailcraft Japan و Peter Johnston و Ovington.  كان القارب من فئة الألعاب الأولمبية منذ أن تم اختياره من قبل الاتحاد الدولي للإبحار ليكون القارب ذو الأداء العالي في ألعاب سيدني الصيفية لعام 2000 . مشتقها الذي يتميز بمنصة أعيد تصميمها ، 49er FX ، تم اختياره من قبل الأتحاد الدولي للإبحار ليكون صاحب الأداء العالي للسيدات في أولمبياد ريو الصيفية لعام 2016 .

## روابط خارجية
- رابطة فئة 49er الدولية
- رابطة فئة 49er في المملكة المتحدة
- إيساف 49er المصغر